# 카시어

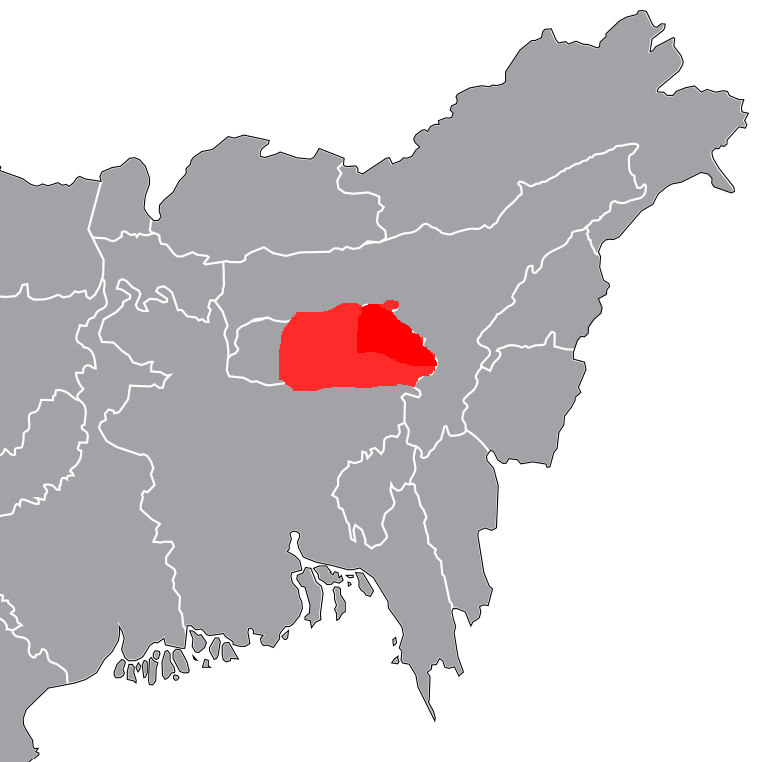

카시어(Khasi, Ka Ktien Khasi, ক ক্ত্যেন খসি)는 메갈라야 주의 카시족이 사용하는 오스트로아시아어족 카시어군의 언어이다. 일부 학자들에 의하면 팔라웅족의 팔라웅어, 와족의 와어와 가까운 관계로 추정된다.
메갈라야 주의 카시 구릉지대와 자인티아 구릉지대 그리고 그 인근 지역에 약 150~160만 명의 화자가 분포한다. 특히 소흐라 방언과 실롱 방언의 세력이 강한데, 실롱 방언은 수도 지역을 거쳐 방언 연속체를 이루고 있으나 소흐라 방언이 식민시대 지원을 받은 영향으로 흔히 표준으로 여겨지게 되었다.
2005년부터 메갈라야 주에서 지역 공용어로 등록되었다. 표기할 때는 라틴 문자로 쓰기도 하고 벵골-아삼 문자로 쓰기도 한다.

## 음운

### 닿소리
|        |        | 양순음 | 치음 | 권설음 | 경구개음 | 연구개음 | 성문음 |
| ------ | ------ | ------ | ---- | ------ | -------- | -------- | ------ |
| 비음   | 비음   | m      | n̪    | ɳ      | ɲ        | ŋ        |        |
| 파열음 | 무성음 | p      | t̪    | ʈ      | c        | k        |        |
| 파열음 | 유성음 | b      | d̪    | ɖ      | ɟ        | ɡ        |        |
| 마찰음 | 마찰음 |        | s̪    | ʂ      |          |          | h      |
| 유음   | 탄음   |        | ɾ    |        |          |          |        |
| 유음   | 설측음 |        | l    |        |          |          |        |
| 반모음 | 반모음 |        |      |        | j        | w        |        |

### 홀소리
|          | 전설 모음 | 중설 모음 | 후설 모음 |
| -------- | --------- | --------- | --------- |
| 고모음   | ɪ, iː     | ɨ         | ʊ, uː     |
| 중고모음 | e, eː     |           | o, oː     |
| 중저모음 | ɛ, ɛː     |           | ɔ, ɔː     |
| 저모음   |           | a, aː     |           |